# Њукасл под Лајмом
Њукасл под Лајмом (енгл. Newcastle-under-Lyme) је град у Уједињеном Краљевству у Енглеској. Према процени из 2007. у граду је живело 76.308 становника.

## Становништво
Према процени, у граду је 2008. живело 76.308 становника.
| 1981.  | 1991.  | 2001.  |
| ------ | ------ | ------ |
| 73,208 | 73,731 | 74,427 |